# Neuropatia óptica hereditária de Leber
Neuropatia óptica hereditária de Leber ou LHON é uma doença genética, ocasionada por mudanças no DNA mitocondrial, que afeta principalmente o SNC e nervos ópticos.  Leber é uma doença caracterizada pela redução da capacidade das mitocôndrias de realizar a fosforilação oxidativa e de gerar ATP.  A neuropatia óptica hereditária de Leber (LHON), também conhecida como Atrofia Ótica de Leber (LOA), foi descrita pela primeira vez em 1871 como uma súbita perda de visão em homens jovens com um histórico familiar de cegueira. É a mais comum das Atrofias hereditária Óptica

## Sintomas
A neuropatia óptica hereditária de Leber (LHON) é uma forma hereditária de perda da visão.  Embora esta condição geralmente comece na adolescência de uma pessoa ou aos vinte anos, em casos raros pode aparecer na infância ou mais tarde na vida adulta.  Por razões desconhecidas, os homens são afetados mais frequentemente do que as mulheres. 
	Ofuscamento e turvação da visão são geralmente os primeiros sintomas desta doença.  Estes problemas podem começar na visão de um olho ou simultaneamente em ambos os olhos. Quando se inicia a perda da visão em um olho, o outro olho é geralmente afetado dentro de algumas semanas ou meses.  Ao longo do tempo a visão em ambos os olhos sofre uma piora acentuada, causando perda de nitidez e visão de cores.  Esta condição afeta principalmente a visão central, que é necessária para as tarefas detalhadas, como ler, dirigir, e reconhecer rostos.  Resultados de perda de visão a partir da morte de células nervosas que nos centros de informação visual dos olhos ao cérebro (o nervo óptico).  Embora a visão central melhore gradualmente em uma pequena porcentagem dos casos, na maioria dos casos, a perda da visão é profunda e permanente. 

## Causas
A neuropatia óptica hereditária de Leber é uma doença causada por alterações no DNA mitocondrial. Mutações nos genes MT-ND1, MT-ND4, MT-ND4L, e MT-genes ND6 causam esta neuropatia.
As mitocôndrias são estruturas dentro das células que convertem a energia do alimento em uma forma que as células possam utilizar.  Elas têm também uma pequena quantidade de seu próprio DNA (conhecido como o DNA mitocondrial ou mtDNA). 
Os genes relacionados com a neuropatia óptica hereditária de Leber fornecem instruções para fazer uma proteína envolvida na função mitocondrial normal.  Estas proteínas são parte de um grande complexo enzimático na mitocôndria, que ajuda a converter oxigênio e açúcares simples em energia.  Mutações em qualquer um dos genes interrompe esse processo.  Ainda não está claro como estas mudanças genéticas causam a morte de células do nervo óptico e levam as características específicas de neuropatia óptica hereditária de Leber. 

## Diagnóstico
A descoberta de que é uma doença mitocondrial levou a um exame de sangue diagnóstico molecular genético.  Testes para mutações utilizando técnicas de reação em cadeia da polimerase está disponível em poucos centros no mundo todo. O teste é 100% exato para LHON quando a perda visual já ocorreu.  Os membros da família de alguém com LHON com teste positivo podem estar em risco de LHON.  É importante que os membros da família realizem o teste, porque as mudanças no estilo de vida e dieta podem ajudar a prevenir o aparecimento de LHON.

## Incidência
As mutações ocorrem em aproximadamente 1 em cada 8.500 indivíduos na população em geral. Ocorre 80% do tempo em homens jovens nos seus vinte anos, mas também pode ocorrer nos homens e nas mulheres, de todas as idades. 

## Transmissão Hereditária
Esta condição tem um padrão de herança mitocondrial, que é também conhecida como herança materna.  Este padrão de herança se aplica aos genes contidos no DNA mitocondrial.  Apenas as mulheres passam características mitocondriais para seus filhos.  Doenças mitocondriais podem aparecer em todas as gerações de uma família e pode afetar tanto homens quanto mulheres, mas os pais não passam traços mitocondriais para suas crianças. 
Muitas vezes, as pessoas que desenvolvem as características de neuropatia óptica hereditária de Leber não têm história familiar da doença. Isso acontece porque uma pessoa pode carregar uma mutação do DNA mitocondrial sem apresentar quaisquer sinais ou sintomas.  É importante observar que todas as mulheres com uma mutação do DNA mitocondrial, mesmo aqueles que não têm quaisquer sinais ou sintomas, passará a mudança genética para seus filhos. 

## Tratamento
Infelizmente, no momento não há cura para a LHON. No caso de um início agudo de cegueira em uma linhagem familiar reconhecido de Leber, é importante, se possível, a monitoração por um oftalmologista.   Como existem muitos mais casos de aparecimento de cegueira no sexo masculino do que feminino, postula-se que há algum fator de proteção para o corpo feminino.  Marcadores cromossomo X foram encontrados que podem influenciar o resultado da doença em portadores. É possível que os receptores de hormônios sexuais, tais como receptor androgênico pode ter um papel. 
A prevenção de possíveis toxinas, e uso criterioso de antioxidantes, quando as toxinas são inevitáveis, é a mais comum forma de tratamento, entretanto, em 2015, Editas começou os testes em seres humanos usando a terapia genética CRISPR/Cas. Esta forma de tratamento para a LHON tem tido resultados promissores em testes e parece ser a pedra de esperança.  Em 2016, cientistas curaram um defeito genético que causa a doença de olho chamada retinite pigmentosa usando a edição CRISPR/Cas9 em células-tronco pluripotentes induzidas derivadas de um paciente com a doença. Planos de usar uma técnica semelhante já estão em andamento para tratar a LHON em 2017.